# Кипурос, Димитрис
Димитрис Кипурос (греч.  Δημήτρης Κηπουρός, 1917 — 2 мая 2009) — греческий и немецкий (ГДР) журналист, писатель и переводчик.
Член Коммунистической партии Греции, участник Движения Сопротивления (1941—1944) и Гражданской войны (1946—1949).

## Молодость
Димитрис (Мицос) Кипурос родился в 1917 году в фессалийском городке Царицани, в предгорьях южного Олимпа. Отец, Клеантис, был бедным крестьянином, мать, Эфталия, умерла в годы Первой мировой войны от «испанки». После смерти жены, отец вновь женился в далёкой деревне на Олимпе, оставив попечительство над двухлетним Димитрисом и пятилетним Костасом (будущим партизанским командиром и деятелем компартии) своему брату. Брат, у которого у самого было 6 маленьких детей, также был бедным крестьянином. В силу этого, Димитрис с детства познал тяжёлый крестьянский труд в возделывании табака. Старший брат, Костас, обладая решительностью, в раннем подростковом возрасте оставил своё село и отправился на заработки в Восточную Македонию, где работал в карьерах и при прокладке дорог.
Позиции компартии Греции в Царицани были сильны ещё с конца 20-х годов. В 1934 году мэром был избран коммунист Х. Цобанакос. Большой вклад в укреплении позиции компартии в регионе внёс Н. Плумбидис, работавший там учителем в предвоенные годы:42. В 1934 году Д. Кипурос вступил в молодёжную организацию Коммунистической партии Греции — ΟΚΝΕ.
Вскоре Димитрис в подростковом возрасте оставил село и отправился в город Волос, где работал на стройках, табачных фабриках и тавернах.
Первые свои рассказы и стихи опубликовал в журнале «Новогреческая литература» Димитриса Фотиадиса.

## Военные годы
С началом тройной, германо-итало-болгарской оккупации Греции, Д. Кипурос инициировал создание подпольной молодёжной организации «Фессалийский Священный отряд» и был избран её секретарём.
После создания Единой всегреческой организации молодёжи был избран членом её всегреческого Центрального совета.
В годы Гражданской войны (1946—1949) был комиссаром молодёжных рот I Фессалийской дивизии Демократической армии Греции (ДСЭ). Был дважды ранен в боях в горах Вици. Последнее ранение повредило ему левую руку.
В горах написал нескольку сатирических театральных сцен для партизанского театра, издавал газету «Новый Гвардеец» и написал книгу «Женщины Фессалии к оружию».

## В эмиграции
С поражением Демократической армии, как и многие тысячи её бойцов, оказался в политической эмиграции.
Работал журналистом на партийной радиостанции «Голос Правды» вещавшей из Бухареста на греческом языке.
В 1957 году радиостанция была переведена на территорию ГДР и Д. Кипурос и его жена Вангелица уехали из Румынии и обосновались в городе Лейпциге:269
Здесь родился их единственный сын, Костас, названный в честь брата, которого Д. Кипурос считал погибшим, но который выжил и оказался в СССР.
В свою очередь брат также считал Д. Кипуроса погибшим и назвал в его честь, Димитрисом, своего сына.
В ГДР Д. Кипурос работал в партийной и эмиграционной прессе, а также начал сотрудничать с немецкой прессой.
В эмиграции издал повесть «Греческая хроника», новеллу «Горечь и гнев», хронику «Дети Прометея» (на немецком), роман «Я говорю вам правду».
В 1985 году он перевёл с немецкого книгу Г. Шахназарова «Что ждет человечество».
В 1986 году в Греции был издан его перевод с немецкого книги Хорста Паттке (Horst Pattke) «Как кто-то становится президентом в США».

## Возвращение в Грецию
Политические эмигранты получили возможность для репатриации после падения военного режима в 1974 году.
Однако Д. Кипурос с женой вернулись в Грецию только в 1987 году. Сын, также ставший журналистом, остался работать в Германии.
По возвращении в Грецию, Д. Кипурос работал в издательстве партийной газеты Ризоспастис.
Он очень тяжело воспринял падение социалистического строя в восточноевропейских странах, в особенности в ГДР, употребляя фразу «нас предали».
Результатом его видения событий стала, написанная после его посещения территории бывшей ГДР, книга «Нашествие миллионеров»
В 2001 году издал свой автобиографический роман «Путешествуя в бурном море».
Димитрис Кипурос умер в 2009 году в Афинах. Согласно предсмертному пожеланию был похоронен на родине, в Царицани.
Всю свою богатую библиотеку завещал «Просветительскому обществу Царицани», которое разместило его книги в отдельном зале городской библиотеки, носящим его имя.